# Andriej Aleksanienkow
Andriej Nikołajewicz Aleksanienkow, ros. Андрей Николаевич Алексаненков, ukr. Андрій Миколайович Алексаненков, Andrij Mykołajowycz Ałeksanenkow (ur. 27 marca 1969 w Moskwie, Rosyjska FSRR) – rosyjski i ukraiński piłkarz, grający na pozycji obrońcy. Od 1992 posiadał obywatelstwo ukraińskie, potem zmienił na rosyjskie.

## Kariera piłkarska

### Kariera klubowa
Wychowanek SDJuSzOR Dinamo Moskwa. Pierwszy trener - G.B. Kuzniecow. Po ukończeniu szkoły w 1986 występował w rezerwowej i drugiej drużynie Dinama Moskwa. W 1989 przeszedł do Dynama Kijów, z którym w 1990 został mistrzem ZSRR w kategorii drużyn rezerwowych. Na początku 1994 przeniósł się do Metalista Charków, ale nie zagrał żadnego meczu i latem zmienił klub na SK Mikołajów. W latach 1995–1996 bronił barw klubu KamAZ-Czałły Nabierieżnyje Czełny. Jednak częste kontuzje nie pozwolili dalej występować na odpowiednim poziomie, dlatego w 1996 zakończył karierę piłkarską w wieku 27 lat.

## Kariera trenerska
W 1997 rozpoczął pracę trenerską w SDJuSzOR "Trudowyje Riezierwy" w Moskwie. Od 2005 pracuje na stanowisku trenera w SDJuSzOR "Buriewiestnik" w Moskwie.

## Sukcesy i odznaczenia

### Sukcesy klubowe
- mistrz Ukrainy: 1993
- wicemistrz Ukrainy: 1992
- zdobywca Pucharu Ukrainy: 1993

### Odznaczenia
- tytuł Mistrza Sportu ZSRR,
- tytuł Mistrza Sportu Ukrainy.